# Raniero Gigliarelli
Raniero Gigliarelli (Assisi, 14 aprile 1850 – Perugia, 7 marzo 1918) è stato un medico italiano.

## Biografia
Rappresenta una figura di spicco del periodo risorgimentale della zona di Perugia. Medico militare, si distinse per ricerche sulla diffusione della malaria nelle caserme del regio esercito. Scrisse molti libri, tra i quali spicca un'opera monumentale sulla storia di Perugia di oltre 1000 pagine, intitolata Perugia antica e Perugia moderna indicazioni storico topografiche edita nel 1907.